# Naufrage du Duc de Normandie
Le Naufrage du Duc de Normandie est une catastrophe maritime survenue le 21 février 1951 lorsque, pris dans une tempête, le chalutier français Duc de Normandie, en route pour avitailler en carburant à Flessingue, sombre au large des côtes belges. 23 marins-pêcheurs périssent lors du naufrage, seuls le capitaine et son frère peuvent être secourus par le victory ship américain, l' American counselor. Le capitaine, congestionné par le froid, meurt quelques heures après être monté à son bord.

## Historique
Les infrastructures portuaires et la flotte de chalutiers de Fécamp ont particulièrement souffert lors de la Seconde Guerre mondiale. C'est ainsi que deux chalutiers sont attribués à la société d'André Ledun & fils en réparation des dommages de guerre. Il s'agit du Duc Richard et du Duc de Normandie. Commande est passée au chantier naval Beliard, Crighton & Co d'Ostende en Belgique. La mise à l'eau se déroule le 7 mai 1947 et le chalutier de 42 mètres, 365 tonneaux, immatriculé F1040, est livré le 20 décembre 1947. Le navire est baptisé par le chanoine Decaux en présence de ses parrain et marraine, les jeunes Claude et Xavier Ledun, petits-enfants et enfants des armateurs. Le chalutier part pour sa première campagne de pêche le 13 janvier 1948. Il en effectue une par mois, en février, il ramène dans ses cales 70 tonnes de poisson de Norvège, le mois suivant, 85 tonnes de Mauritanie, en mai, 117 tonnes de Terre-Neuve. En août 1948, le Duc de Normandie est armé pour la pêche au hareng.
Le 28 janvier 1951, au large des côtes norvégiennes, le chalutier est frappé par un premier drame lorsqu'une lame de fond emporte Albert Daussy, un marin de 49 ans, père de six enfants,. Son corps est rapatrié à Fécamp, le 31 janvier 1951. Un dernier hommage lui est rendu à Yport, sa ville natale.

### Le Naufrage
Le 20 février 1951 vers 22 heures, le Duc de Normandie appareille depuis Fécamp pour une nouvelle campagne de pêche qui doit se dérouler en Mer du Nord. 24 hommes d'équipage sont à bord. Le chalutier fait route vers Flessingue en Hollande où il doit faire le plein de gas-oil. La mer est grosse, le vent de 7 Beauforts. Le lendemain, à 9 heures 7, le chalutier contacte l'armement : tout va bien malgré le gros temps. Vers 11 heures, au large de Nieuport, trois lames déferlantes s'abattent sur le pont par le babord emportant avec elles la dizaine d'hommes qui s'y trouvait. Déséquilibré, le navire chavire et dérive désormais quille en l'air, piégeant en son sein les autres marins restés à son bord. Seuls le capitaine, Pierre Rique, et son frère, François, parviennent à s'extraire de la carène.
À 11h15, le victory ship American Counselor arrive sur les lieux à la recherche des naufragés. À 11h42, le capitaine Rique, épuisé et inconscient est secouru. Vient ensuite le tour de son frère qui travaillait sur les haubans au moment du naufrage et qui est parvenu ensuite à se hisser sur la coque et à se cramponner à la quille. La chaloupe de sauvetage ne pouvant s'approcher assez près, François Rique est contraint de se jeter une fois encore à la mer. Les deux hommes sont montés à bord de l'American Counselor mais, congestionné par le froid, le capitaine meurt vers 16 heures tandis que le navire approche du port d'Anvers,.

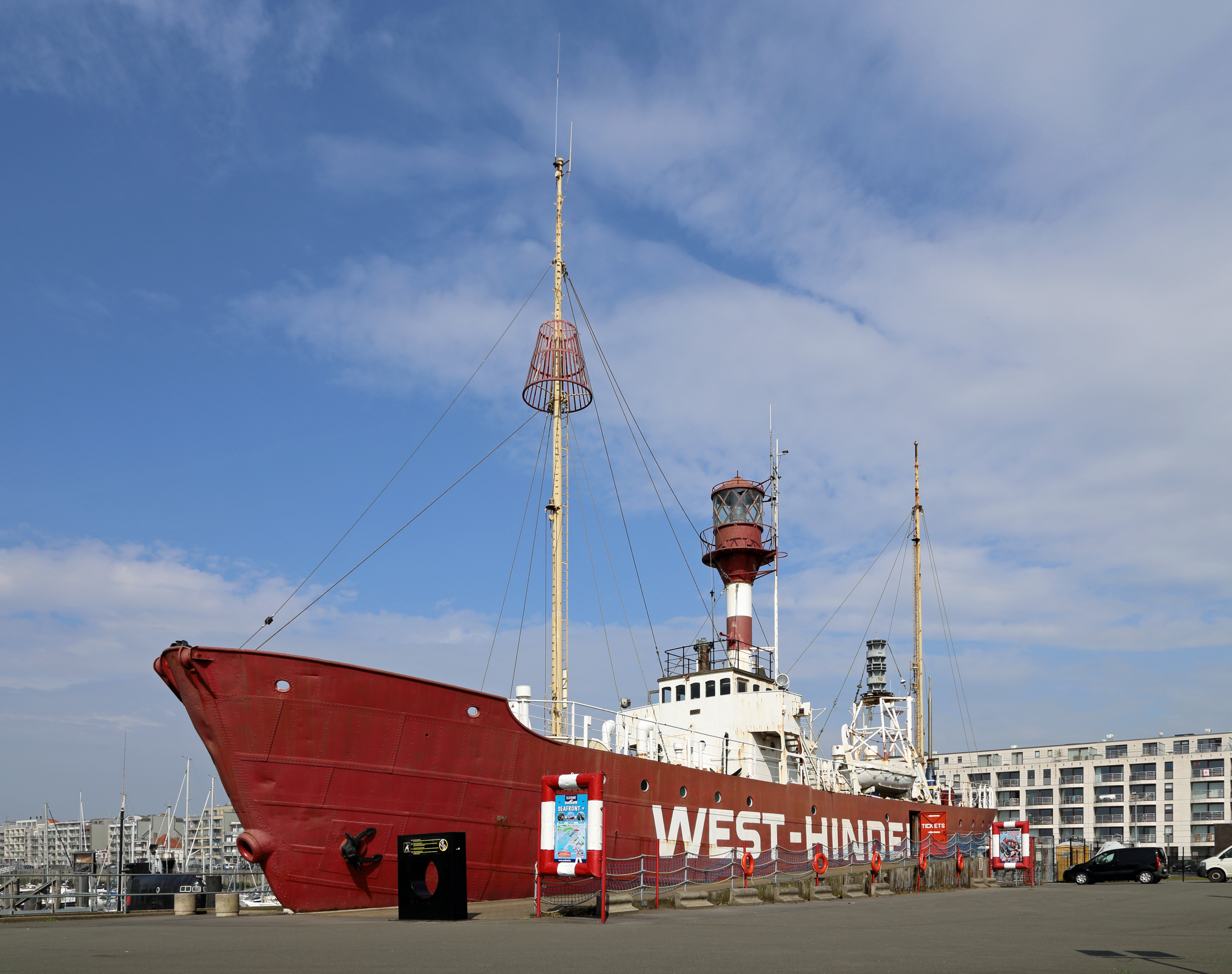
Le bateau-feu West-Hinder à Zeebruges

Des remorqueurs et des bateaux de sauvetage sont dépêchés sur les lieux mais le chalutier chaviré ne peut être approché en raison des mauvaises conditions,. À 18h45, le Duc de Normandie sombre à 8 milles nautiques du bateau-feu de Zeebruges, le West-Hinder,. Seul un corps fut repêché par la suite par un chalut ostandais, Marie-Roger Ebran, âgé de 37 ans.
Seul François Rique survit à la catastrophe qui fait la une des journaux dès le lendemain. Il déclare à la presse :
« Nous étions partis de Fécamp mardi soir, à minuit, pour aller pêcher en Mer du Nord quand mercredi, vers 11 heures, à la hauteur de Dunkerque (sic), le navire a été renversé par de fortes vagues. Tous les hommes qui se trouvaient sur le pont ont été précipités à la mer. Le reste de l'équipage n'eut pas le temps de remonter sur le pont. J'ai réussi à m'accrocher à une planche de l'épave et à saisir mon frère qui avait été frappé de congestions. Nous avons dérivé ainsi pendant plusieurs heures, jusqu'à l'arrivée du navire américain qui nous prit à son bord. »
Une collecte à l'échelle nationale est lancée pour venir en aide aux familles éprouvées. Elle rassemble plus de 5 millions d'anciens francs. Une cérémonie d'hommage est rendue en l'église Saint-Étienne de Fécamp, le 8 mars 1951.

### Liste des victimes[17],[18]
- Eugène Barré, 38 ans, de Fécamp ;

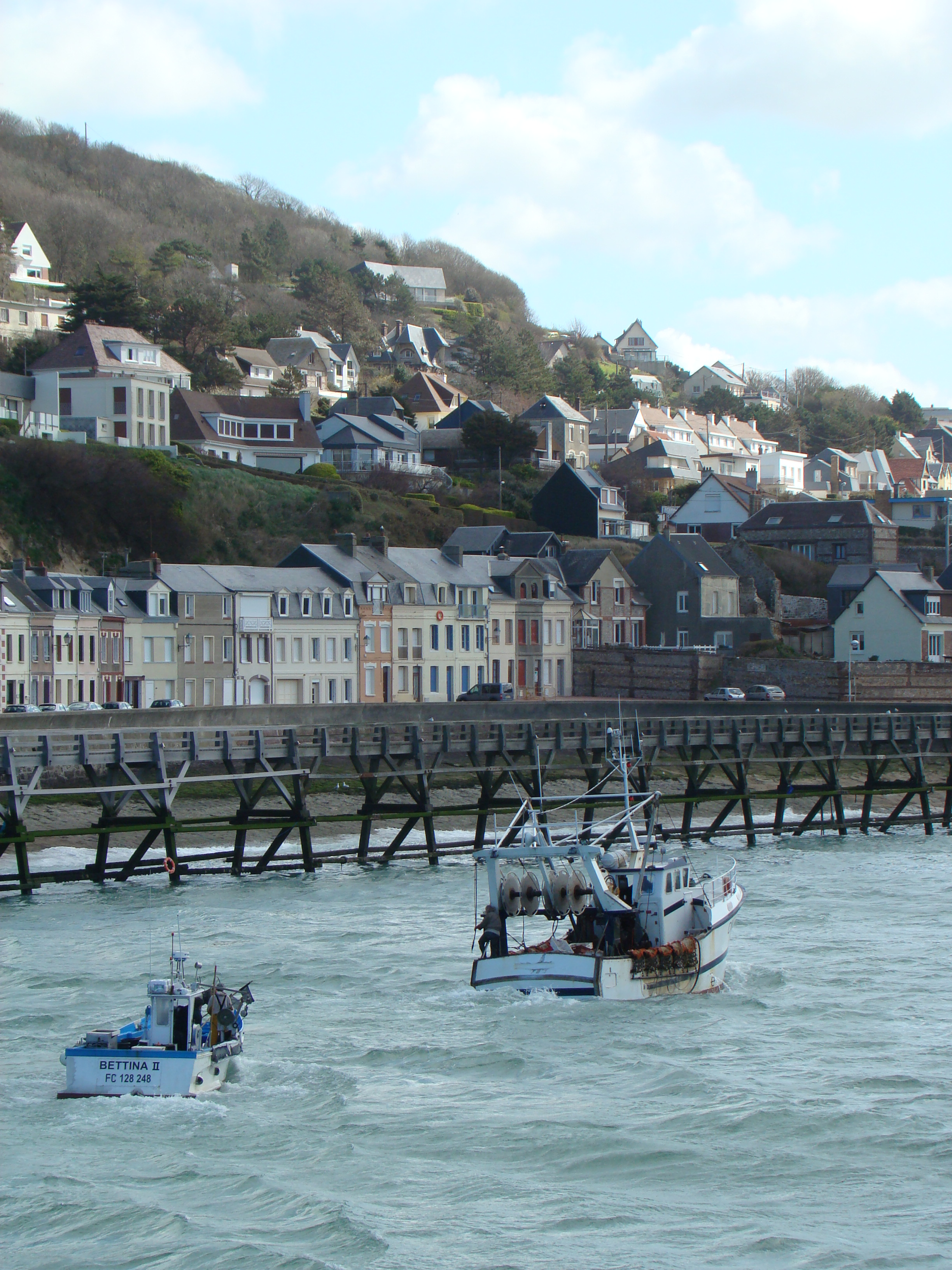
Le port de Fécamp en 2008.

- Louis Candelier, 31 ans, d'Yport ;
- Raymond Cavelier, 24 ans, de Saint-Pierre-en-Port ;
- Jules Coppin, premier mécanicien, 32 ans, de Fécamp ;
- Alfred Decaux, 33 ans, de Fécamp ;
- Gabriel Decaux, 30 ans, de Fécamp ;
- René Jean Decaux, 32 ans, de Fécamp ;
- Eugène Doremus, 37 ans, de Fécamp ;
- Henri Dumouchel, 43 ans, de Fécamp ;
- Marie Roger Ebran, 37 ans, d'Yport ;
- Pierre Ervitti, 26 ans, de Fécamp ;
- Marcel Grieu, radio-télégraphiste, 31 ans, de Fécamp ;
- William Jeanne, mécanicien, 45 ans ;
- Charles Leporc, 29 ans, de Fécamp ;
- Henri Levasseur, 30 ans, de Fécamp ;
- Marcel Naze, 39 ans, de Saint-Pierre-en-Port ;
- Jean Panchout, 25 ans, de Fécamp ;
- Michel Panchout, mousse, 17 ans, de Fécamp ;
- Georges Pierre, mousse, 16 ans, de Fécamp ;
- Henri Recher, 24 ans, de Fécamp ;
- Adrien Rendu, 32 ans, de Fécamp ;
- Pierre Rique, capitaine, 32 ans, de Fécamp ;
- Roland Robert, second, 31 ans, de Saint-Pierre-en-Port.

## Presse d'époque
- « Le rescapé du Normandie : « C'est le froid qui a tué mes 22 camarades et mon frère au large du cap Gris-Nez » », L'Humanité,‎ 23 février 1951, p. 6 (lire en ligne, consulté le 6 mai 2023).
- « 23 marins ont trouvé la mort dans le naufrage du Duc de Normandie », L'Écho du Centre,‎ 23 février 1951, p. 4 (lire en ligne, consulté le 6 mai 2023).
- « 23 disparus, 24 orphelins, un rescapé - bilan du naufrage du Duc de Normandie », France-Soir,‎ 23 février 1951, p. 4 (lire en ligne, consulté le 6 mai 2023).
- « Tout l'équipage était sur le pont lorsque nous fûmes précipités dans l'eau glacée », Ce soir,‎ 23 février 1951, p. 1-6 (lire en ligne, consulté le 6 mai 2023).
- « Le chalutier Duc-de-Normandie a sombré au large de Zeebrugge : Sur les 24 hommes d'équipage, un seul survivant », Le Progrès de Fécamp,‎ 22 février 1951 (lire en ligne, consulté le 6 mai 2023).
- « La catastrophe du Duc-de-Normandie : Elle a fait 23 victimes, 19 veuves, 28 orphelins », Le Progrès de Fécamp,‎ 23 février 1951 (lire en ligne, consulté le 6 mai 2023).

## Documentaires
- Ville de Fécamp (éditeur) et Stéphane Dujardin (réalisateur), Ville de Fécamp - Service Archives et Patrimoine/Communication, « 1951-2021 - Fécamp se souvient... : Naufrage du Duc de Normandie - 21 février 1951 », comportant le témoignage de Jean-Pierre Rique, un des enfants de François Rique, le seul rescapé du naufrage (documentaire), février 2021 (consulté le 6 mai 2023).
- [n° 0125S0002] Mémoire normande - Normandie Images (film anonyme), « Pêche à bord du Duc de Normandie » (documentaire), Fonds musée des Terre-Neuvas, 1950 (consulté le 6 mai 2023).